# Martin Shaw
Martin Shaw, född 21 januari 1945 i Birmingham, West Midlands, är en brittisk skådespelare.

## Utmärkelser
Shaw har bland annat vunnit ett Drama Desk Award för bästa manliga biroll 1996.

## Rollista i urval
- 1967–1968 – Coronation Street (TV-serie) (5 avsnitt)
- 1971 – Macbeth
- 1973 – Sinbads fantastiska resa
- 1975 – Attentat i gryningen
- 1977–1983 – De professionella (TV-serie) (57 avsnitt)
- 1983 – The Hound of the Baskervilles
- 1986 – Tragedi i tre akter (TV-film)
- 1989 – Cassidys dilemma (miniserie)
- 1999 – Röda nejlikan (TV-serie) (3 avsnitt)
- 2007–2017 – Kommissarie Gently (TV-serie) (25 avsnitt)
- 2010 – Poirot (TV-serie) (1 avsnitt)
- 2017 – Strike (TV-serie) (3 avsnitt)